# Amegilla fallax
Amegilla fallax es una especie de abeja excavadora perteneciente al género Amegilla, categorizada en la tribu Anthophorini, de la subfamilia Apinae.
Fue descrita por el entomólogo inglés Frederick Smith en 1879. Aparece registrado en una sección de la publicación Descriptions of New Species of Hymenoptera in the Collection of the British Museum de 1879 de los autores Smith y Frederick.

## Distribución
Se distribuye por varios países del continente africano, entre ellos, Botsuana, República Democrática del Congo, Etiopía, Kenia, Malaui, Namibia, Nigeria, Sierra Leona, Sudáfrica, Sudán, Suazilandia, Tanzania, Uganda y Zimbabue.